# 范棫士
范棫士（1710年—1769年），字祖年，号芄野，江蘇娄县（今太仓市）人。清朝官員，文学家、书法家。
范缵孙。乾隆十七年（1752）一甲第二名进士（榜眼），授翰林院编修，擢福建道监察御史，转兵科给事中，官至工科掌印给事中。
乾隆三十四年（1769年）卒，享年六十岁。